# Kamieniołom w Stryszowie
Kamieniołom w Stryszowie – nieczynny kamieniołom piaskowca we wsi Stryszów w województwie małopolskim, w powiecie wadowickim, w gminy Stryszów, pod względem geograficznym na Pogórzu Wielickim.
Kamieniołom znajduje się w lesie po północnej stronie torów kolejowych. Z wydobytego w nim piaskowca wykonano m.in. duży obelisk stojący przy kościele w Stryszowie, upamiętniający odzyskanie przez Polskę niepodległości w 1918 roku. Kamieniołom wykorzystywany był początkowo przez wspinaczy skalnych do uprawiania boulderingu. Niektóre miejsca okazały się jednak zbyt niebezpieczne i w 2015 r. zamontowano na nich ringi (r) i stanowiska zjazdowe (st) lub ringi zjazdowe (rz) do asekuracji. Są 22 drogi wspinaczkowe o trudności od V do VI.5+ w skali polskiej, w tym 20 ubezpieczonych. Skała jest miękka, szybko się wyciera od liny, wskazane są szczotki. Nadal można uprawiać bouldering; jest 13 baldów o trudności od 6a do 7b+ w skali francuskiej.

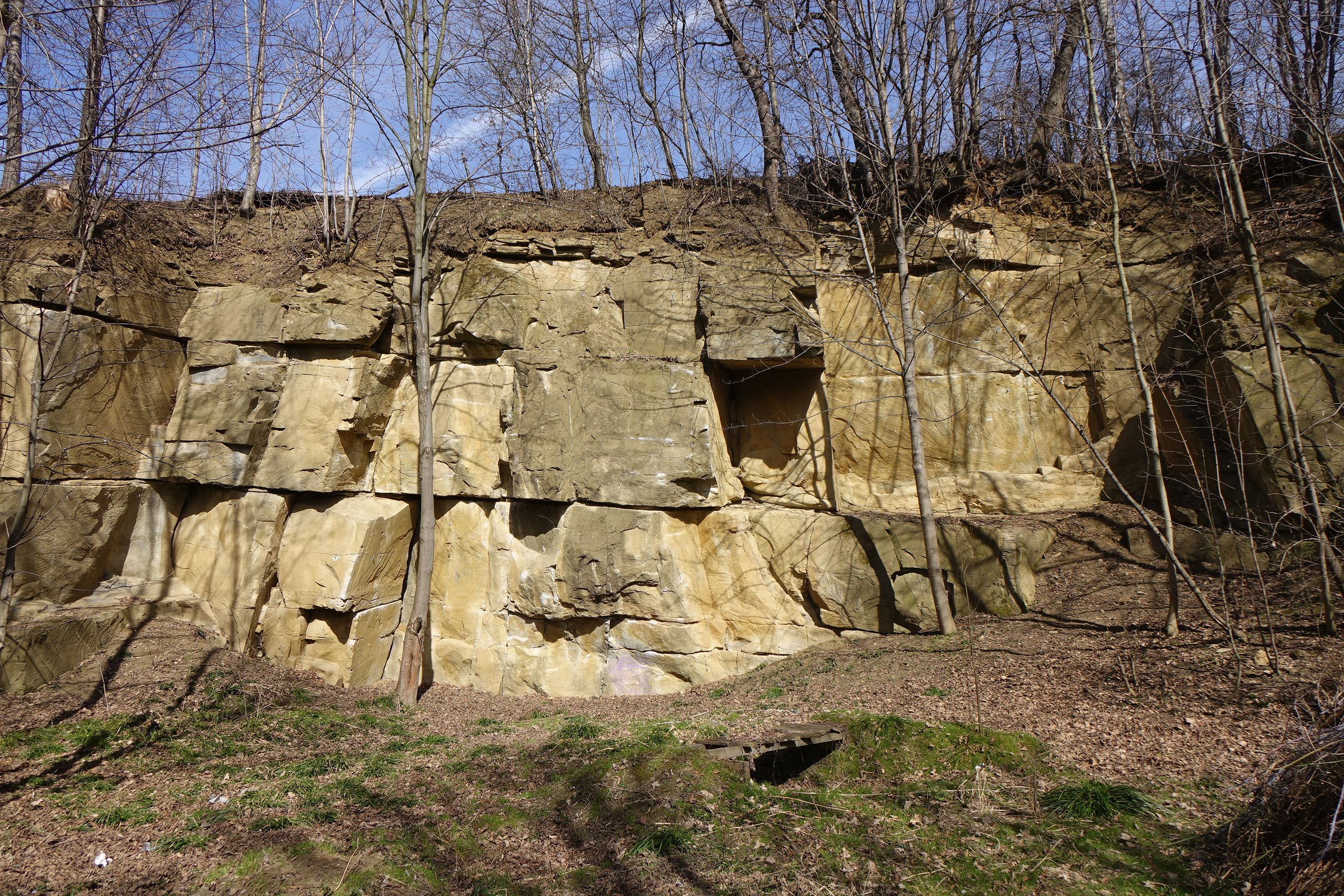
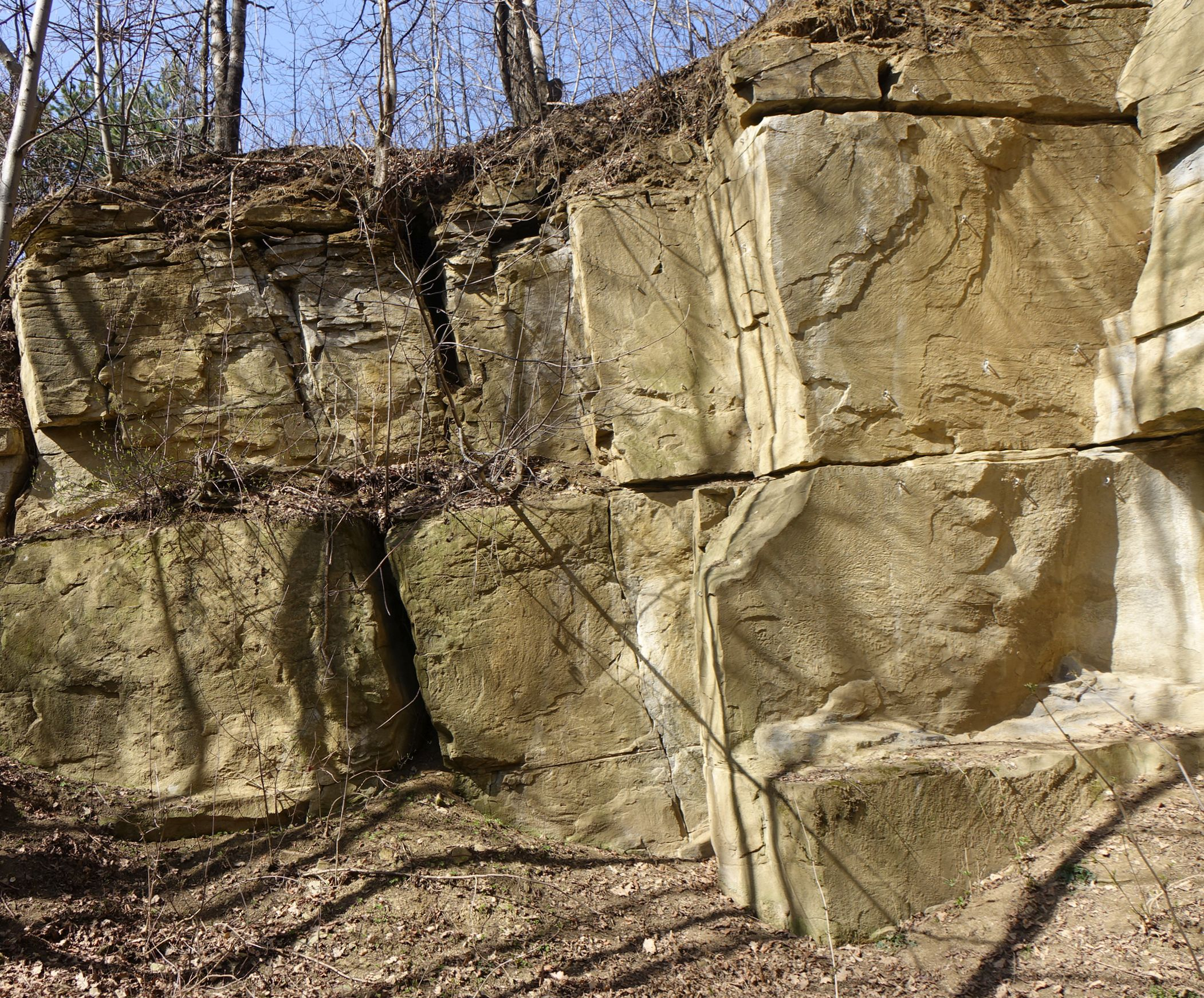
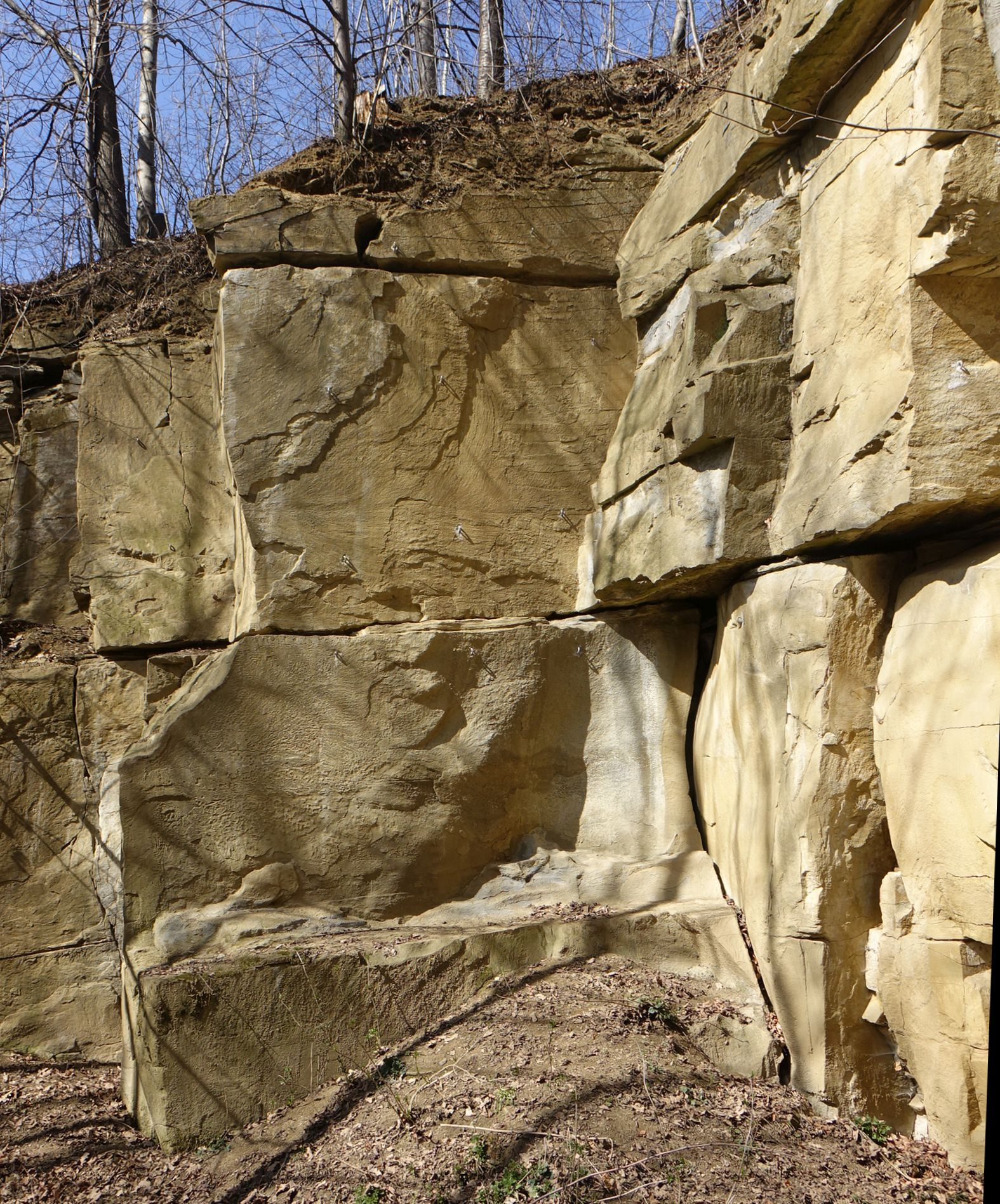
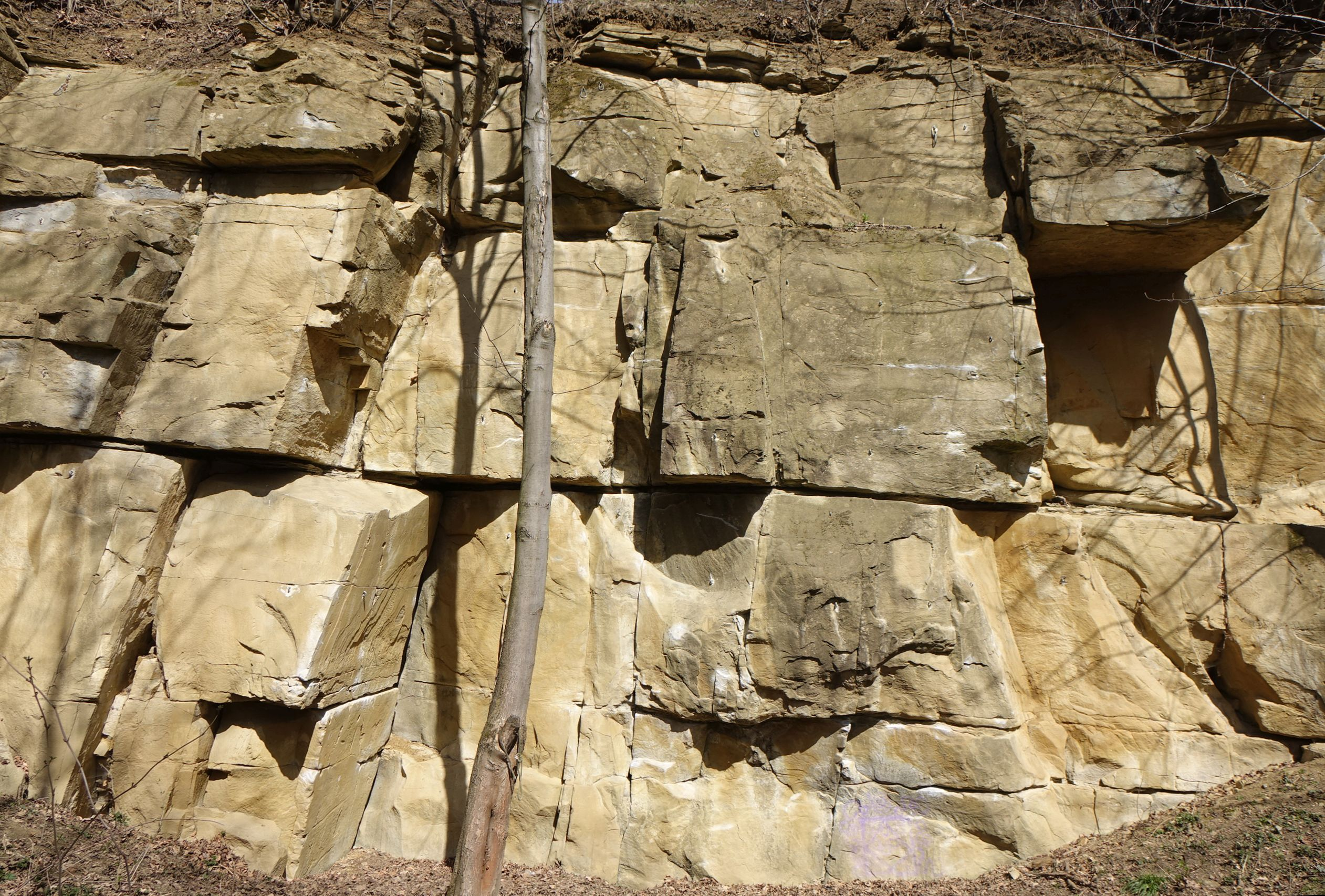
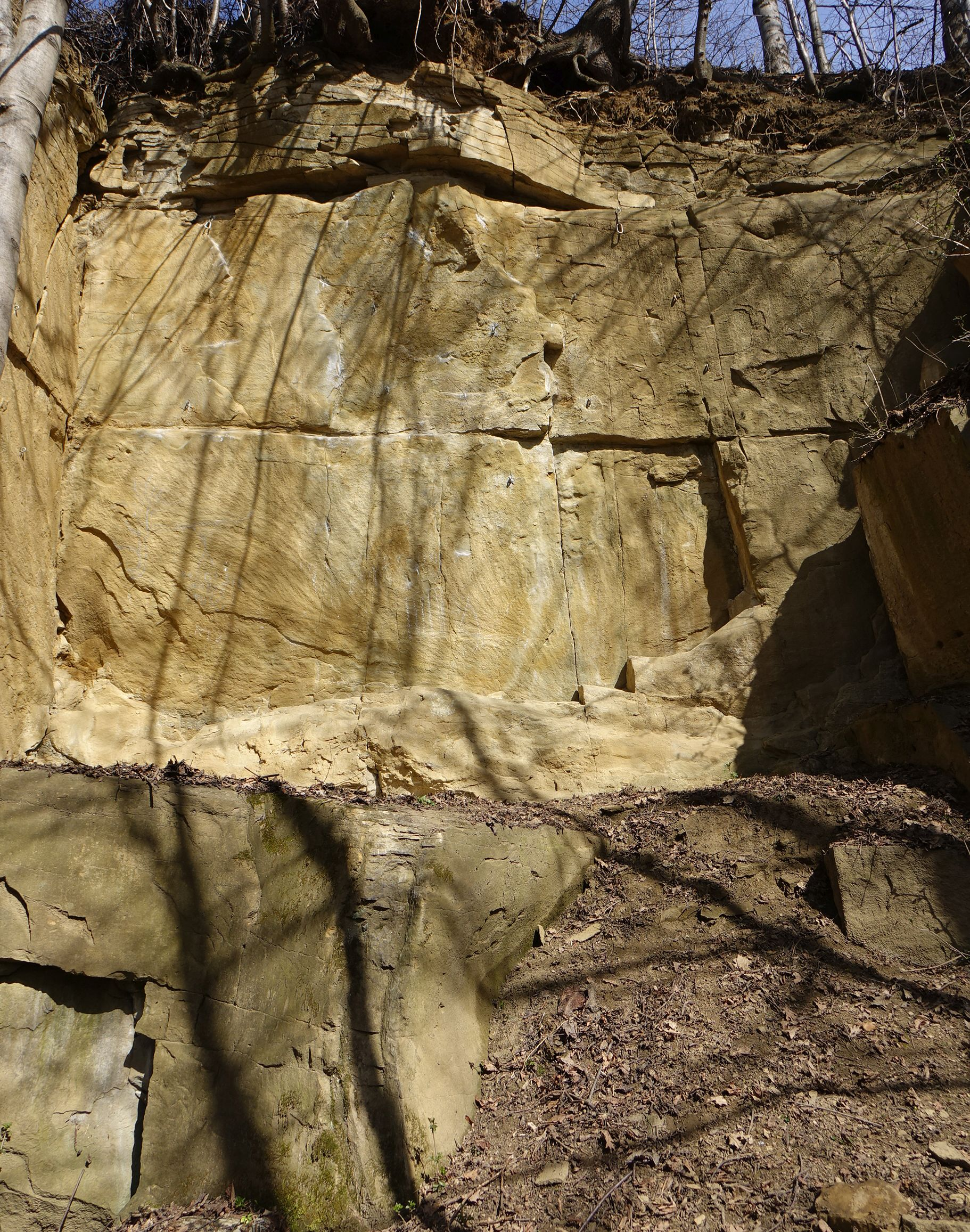
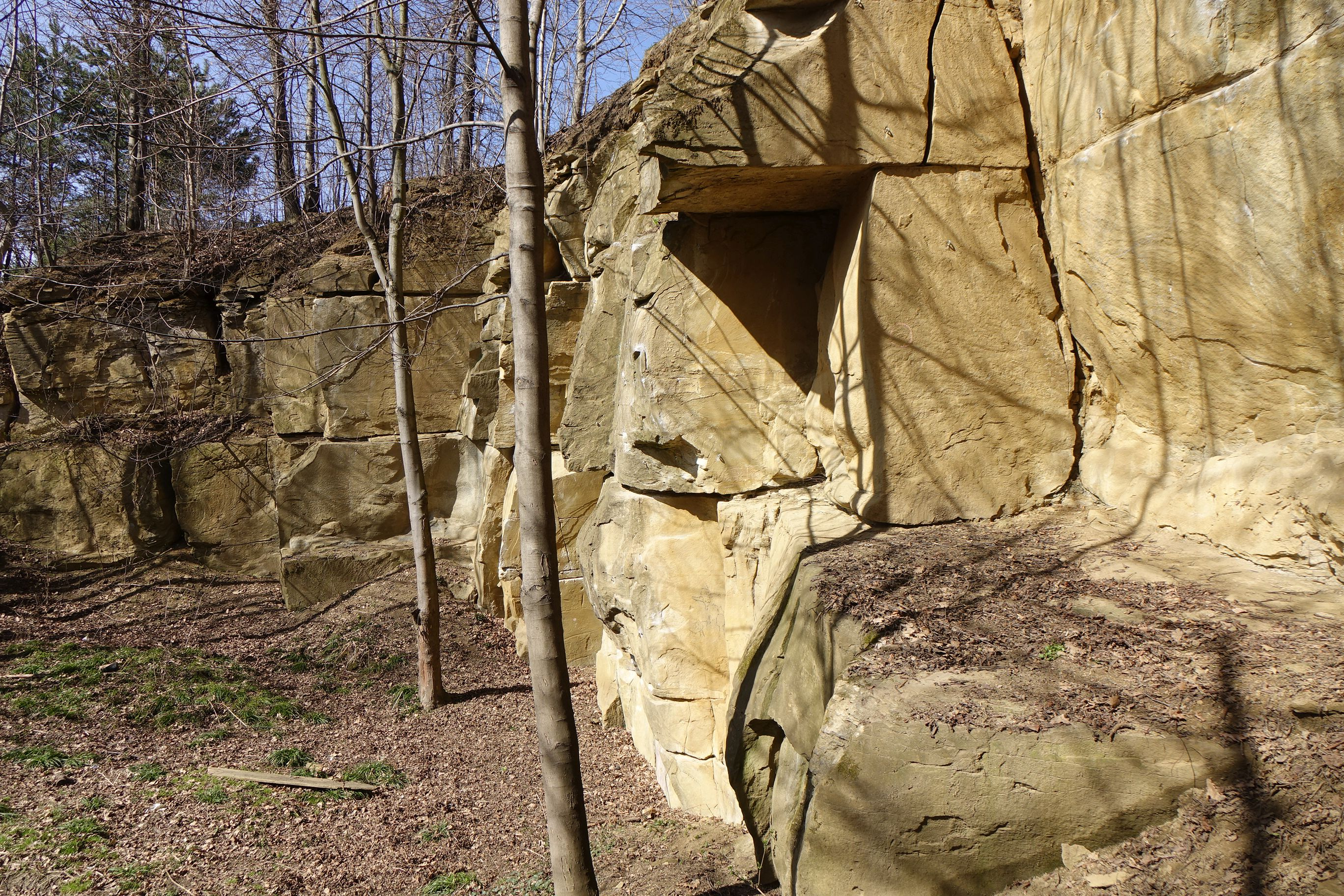
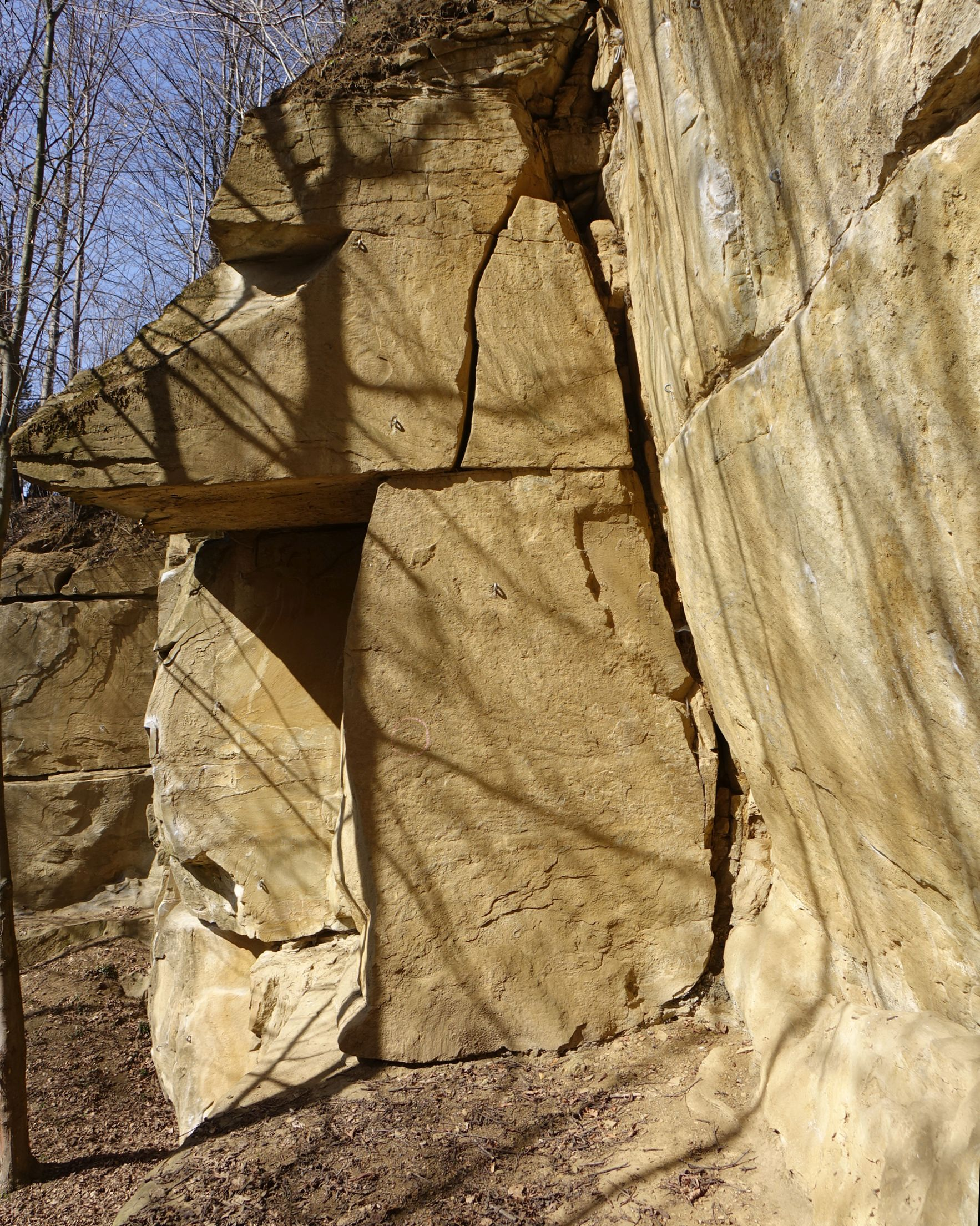

Drogi wspinaczkowe
1. Piątka; V, 2r + rz
2. Sześciopak; VI+, 2 r + rz
3. Ociukman; VI.3, 3r + rz
4. Schody do piekła; VI, 3r + rz
5. Mars anioł choroby; VI.1, 3r + rz
6. Red is Bad; VI.2, 4r + rz
7. Posadów 44; VI.2+, 4r + rz
8. Kumorland; VI.2+, 4r + st
9. Krępulec;VI.2+, 4r + st
10. Droga odkrywców; VI.1, 3r + st
11. Harnaś; VI.2+, 3r + st
12. Afonia i pszczoły; VI.3+, 3r + st
13. Tyranożarłeś sex; VI.3, 3r + st
14. Weightless; VI.5, 4r + st
15. Pierdółka; VI.1+, 4r+ st
16. Koński urok; VI.2, 3r + st
17. Husarz; VI.4, rz
18. Świecenie jajek; VI.5+, 2r + rz
19. Projekt;
20. Evviva l’arte; VI.4, 2r + rz
21. W trymiga; VI.3+, 2r + rz[1].

Baldy
1. K44; 7a
2. Kumorland; 7a
3. Zapinacz; 7a
4. Eliminacid; 7a+
5. Rozgrzewka; 6a
6. Cozalipa; 6b+
7. Hard Nil; 7a
8. Saudade; 7a
9. Alzheimer; 7a+
10. Nil; 6c+
11. 13liściopad; 6c
12. Cozalipa syntenszyn; 7b+[1].